# Vladimír Kožuch
Vladimír Kožuch (* 15. října 1975, Malacky) je bývalý slovenský fotbalista, útočník.

## Fotbalová kariéra
V mládeži začínal v rodných Malackách. Hrál za Inter Bratislava, Tatran Prešov, FC Slovan Liberec, FC Viktoria Plzeň a Spartak Trnava. V evropských pohárech nastoupil v 17 utkáních a dal 5 gólů. V české lize nastoupil v 47 utkáních a dal 7 gólů. Za slovenskou reprezentaci nastoupil v 17 utkáních a dal 3 góly.